# Enicostema elizabethae
Enicostema elizabethae là một loài thực vật có hoa trong họ Long đởm. Loài này được Veldkamp mô tả khoa học đầu tiên năm 1968.